# Cuna de la Humanidad
La Cuna de la Humanidad es un conjunto de yacimientos paleontológicos y arqueológicos designados por la Unesco en 1999 como Patrimonio de la Humanidad, que se encuentran ubicados unos 50 kilómetros al noroeste de Johannesburgo, Sudáfrica.
Actualmente cubre 474 km²; contiene un complejo de cuevas de piedra caliza, incluyendo las Cuevas de Sterkfontein, donde se encontró el fósil Australopithecus africanus (apodado «Señora Ples», de 2,3 millones de años, en el año 1947 por el Dr. Robert Broom y John Robinson, así como la Cueva Maravilla. El hallazgo ayudó a corroborar el descubrimiento del cráneo de un joven Australopithecus africanus en 1924 llamado el «Niño de Taung», por Raymond Dart, en Taung en la Provincia Noroeste de Sudáfrica, donde aún siguen las excavaciones. El año 1997 el paleoantropólogo Ronald J. Clarke descubrió el esqueleto casi completo de un Australopithecus, apodado «Pie Pequeño», que data de al menos 3,3 millones de años. El uso controlado del fuego en Swartkrans ha sido estimado en más de un millón de años de antigüedad.
Los homínidos probablemente habitaron todo el continente africano[cita requerida], pero solo se han encontrado sus restos en sitios en que las condiciones permiten la formación y preservación de fósiles. Los restos de homínidos de la Cuna de la Humanidad se encuentran fosilizados en los rellenos de cuevas dolomíticas, a menudo encajados en una mezcla de calizas y brechas. 
El 7 de diciembre de 2005, el presidente sudafricano Thabo Mbeki abrió un nuevo centro para los visitantes, el Maropeng, en este mismo sitio.
Este lugar Patrimonio de la Humanidad tiene diversas localizaciones:
| Código  | Nombre                                            | Lugar                             | Coordenadas                                 | Año  |
| ------- | ------------------------------------------------- | --------------------------------- | ------------------------------------------- | ---- |
| 915-001 | Sterkfontein, Swartkrans, Kromdraai y alrededores | Krugersdorp, Gauteng              | 25°55′45″S 27°47′20″E / -25.92917, 27.78889 | 1999 |
| 915-002 | Valle de Makapan                                  | Mokopane (Potgietersrus), Limpopo | 24°9′31″S 29°10′37″E / -24.15861, 29.17694  | 2005 |
| 915-003 | Yacimiento del cráneo fósil de Taung              | Taung, Noroeste                   | 27°37′10″S 24°37′59″E / -27.61944, 24.63306 | 2005 |